# Liste der Bodendenkmäler in Eußenheim
Auf dieser Seite sind die Bodendenkmäler in der unterfränkischen Gemeinde Eußenheim zusammengestellt. Diese Tabelle ist eine Teilliste der Liste der Bodendenkmäler in Bayern. Grundlage ist die Bayerische Denkmalliste, die auf Basis des Bayerischen Denkmalschutzgesetzes vom 1. Oktober 1973 erstmals erstellt wurde und seither durch das Bayerische Landesamt für Denkmalpflege geführt wird. Die folgenden Angaben ersetzen nicht die rechtsverbindliche Auskunft der Denkmalschutzbehörde.

## Bodendenkmäler in Eußenheim
| Lage       | Objekt                                                                                       | Akten-Nr.     | Bild |
| ---------- | -------------------------------------------------------------------------------------------- | ------------- | ---- |
| (Standort) | Bestattungsplatz mit Grabhügeln vorgeschichtlicher Zeitstellung.                             | D-6-5924-0006 |      |
| (Standort) | Siedlung der Urnenfelderzeit.                                                                | D-6-5924-0025 |      |
| (Standort) | Siedlung der Linearbandkeramik, der Hallstatt-, der jüngeren Latènezeit                      | D-6-5924-0037 |      |
| (Standort) | Siedlung der Hallstattzeit.                                                                  | D-6-5924-0039 |      |
| (Standort) | Siedlung der Urnenfelderzeit, der späten römischen Kaiserzeit                                | D-6-5924-0048 |      |
| (Standort) | Körpergräber der Merowingerzeit.                                                             | D-6-5924-0064 |      |
| (Standort) | Siedlung des frühen Mittelalters.                                                            | D-6-5924-0065 |      |
| (Standort) | Siedlung vorgeschichtlicher Zeitstellung, u. a. der Urnenfelderzeit.                         | D-6-5924-0068 |      |
| (Standort) | Siedlung der Urnenfelderzeit, der Hallstattzeit und des frühen Mittelalters.                 | D-6-5924-0077 |      |
| (Standort) | Bestattungsplatz mit Grabhügeln vorgeschichtlicher Zeitstellung.                             | D-6-5924-0079 |      |
| (Standort) | Bestattungsplatz mit Grabhügel vorgeschichtlicher Zeitstellung.                              | D-6-5924-0080 |      |
| (Standort) | Befunde der frühen Neuzeit im Bereich der Kath. Pfarrkirche St. Bonifatius von Aschfeld      | D-6-5924-0099 |      |
| (Standort) | Siedlung der Linearbandkeramik, des jüngeren Neolithikums sowie der Urnenfelderzeit          | D-6-5925-0006 |      |
| (Standort) | Bestattungsplatz mit Grabhügel vorgeschichtlicher Zeitstellung.                              | D-6-5925-0007 |      |
| (Standort) | Bestattungsplatz mit Grabhügel vorgeschichtlicher Zeitstellung.                              | D-6-5925-0008 |      |
| (Standort) | Bestattungsplatz mit Grabhügel vorgeschichtlicher Zeitstellung.                              | D-6-5925-0009 |      |
| (Standort) | Bestattungsplatz mit Grabhügel vorgeschichtlicher Zeitstellung.                              | D-6-5925-0010 |      |
| (Standort) | Bestattungsplatz mit Grabhügeln vorgeschichtlicher Zeitstellung.                             | D-6-5925-0011 |      |
| (Standort) | Siedlung der Linearbandkeramik und der Urnenfelderzeit.                                      | D-6-5925-0012 |      |
| (Standort) | Merowingerzeitliche Gräber.                                                                  | D-6-5925-0013 |      |
| (Standort) | Körpergräber der späten römischen Kaiserzeit oder der Merowingerzeit.                        | D-6-5925-0015 |      |
| (Standort) | Bestattungsplatz mit Grabhügeln vorgeschichtlicher Zeitstellung.                             | D-6-5925-0016 |      |
| (Standort) | Bestattungsplatz mit verebneten Grabhügeln vorgeschichtlicher Zeitstellung.                  | D-6-5925-0017 |      |
| (Standort) | Siedlung des frühen Mittelalters.                                                            | D-6-5925-0027 |      |
| (Standort) | Siedlung der Urnenfelderzeit und der jüngeren Latènezeit.                                    | D-6-5925-0028 |      |
| (Standort) | Siedlung vor- und frühgeschichtlicher Zeitstellung.                                          | D-6-5925-0029 |      |
| (Standort) | Brandgräber der späten Hallstattzeit.                                                        | D-6-5925-0035 |      |
| (Standort) | Siedlung der Urnenfelderzeit und der Hallstattzeit.                                          | D-6-5925-0036 |      |
| (Standort) | Siedlung des hohen Mittelalters.                                                             | D-6-5925-0037 |      |
| (Standort) | Siedlung der Hallstattzeit.                                                                  | D-6-5925-0039 |      |
| (Standort) | Siedlung vor- und frühgeschichtlicher Zeitstellung.                                          | D-6-5925-0042 |      |
| (Standort) | Siedlung der Linearbandkeramik.                                                              | D-6-5925-0044 |      |
| (Standort) | Siedlung der späten Urnenfelderzeit oder der Hallstattzeit.                                  | D-6-5925-0049 |      |
| (Standort) | Mittelalterliche Kirchenwüstung „St. Martin“.                                                | D-6-5925-0054 |      |
| (Standort) | Bestattungsplatz mit Grabhügeln vorgeschichtlicher Zeitstellung.                             | D-6-5925-0058 |      |
| (Standort) | Bestattungsplatz mit Grabhügeln vorgeschichtlicher Zeitstellung.                             | D-6-5925-0060 |      |
| (Standort) | Befunde des Mittelalters und der frühen Neuzeit im Bereich der Kath. Pfarrkirche             | D-6-5925-0079 |      |
| (Standort) | Befunde des Mittelalters und der frühen Neuzeit im Bereich der Kath. Pfarrkirche             | D-6-5925-0081 |      |
| (Standort) | Befunde der frühen Neuzeit im Bereich der Kath. Filialkirche St. Martin von Münster.         | D-6-5925-0083 |      |
| (Standort) | Befunde der frühen Neuzeit im Bereich der Kath. Kapelle Vierzehn Nothelfer von Münster.      | D-6-5925-0085 |      |
| (Standort) | Befunde des Mittelalters und der frühen Neuzeit im Bereich der Kath. Filialkirche St. Petrus | D-6-5925-0086 |      |
| (Standort) | Bestattungsplatz mit Grabhügeln vorgeschichtlicher Zeitstellung.                             | D-6-5925-0090 |      |
| (Standort) | Bestattungsplatz mit Grabhügeln vorgeschichtlicher Zeitstellung.                             | D-6-5925-0091 |      |
| (Standort) | Siedlung vorgeschichtlicher Zeitstellung.                                                    | D-6-5925-0092 |      |
| (Standort) | Bestattungsplatz mit Grabhügeln vorgeschichtlicher Zeitstellung.                             | D-6-5925-0094 |      |
| (Standort) | Bestattungsplatz mit Grabhügeln vorgeschichtlicher Zeitstellung.                             | D-6-5925-0096 |      |
| (Standort) | Bestattungsplatz mit Grabhügeln vorgeschichtlicher Zeitstellung.                             | D-6-5925-0097 |      |
| (Standort) | Siedlung der Linearbandkeramik, der Hallstattzeit, jüngeren Latènezeit                       | D-6-6024-0006 |      |
| (Standort) | Ringwall mit Funden des Neolithikums und der Metallzeiten sowie des frühen Mittelalters.     | D-6-6024-0036 |      |
| (Standort) | Burgstall des Mittelalters.                                                                  | D-6-6024-0037 |      |
| (Standort) | Begräbnisplatz mit Bestattungen des Endneolithikums bzw. der frühen Bronzezeit, Siedlung     | D-6-6024-0038 |      |
| (Standort) | Siedlung der Bronzezeit und des Jungneolithikums, darunter der Michelsberger Kultur.         | D-6-6024-0039 |      |
| (Standort) | Siedlung der Urnenfelderzeit und der jüngeren Latènezeit.                                    | D-6-6024-0042 |      |
| (Standort) | Bestattungsplatz mit Grabhügeln vorgeschichtlicher Zeitstellung.                             | D-6-6024-0043 |      |
| (Standort) | Siedlung des Jung- und Endneolithikums.                                                      | D-6-6024-0070 |      |
| (Standort) | Siedlung der Linearbandkeramik, der Hallstattzeit und der frühen Latènezeit.                 | D-6-6024-0073 |      |
| (Standort) | Siedlung des Endneolithikums, darunter der Schnurkeramik, sowie Siedlung                     | D-6-6024-0080 |      |
| (Standort) | Freilandstation des Mittelpaläolithikums und des Mesolithikums, Siedlung                     | D-6-6024-0108 |      |
| (Standort) | Siedlung der Schnurkeramik.                                                                  | D-6-6024-0113 |      |
| (Standort) | Siedlung der Hallstatt- und Latènezeit.                                                      | D-6-6024-0159 |      |
| (Standort) | Siedlung der Hallstattzeit und des frühen, hohen und späten Mittelalters.                    | D-6-6024-0169 |      |
| (Standort) | Freilandstation des Paläolithikums und des Mesolithikums, Siedlung der Urnenfelderzeit       | D-6-6024-0178 |      |
| (Standort) | Reihengräberfeld des frühen Mittelalters.                                                    | D-6-6024-0181 |      |
| (Standort) | Freilandstation des Mesolithikums.                                                           | D-6-6024-0182 |      |
| (Standort) | Siedlung vor- und frühgeschichtlicher Zeitstellung.                                          | D-6-6024-0185 |      |
| (Standort) | Freilandstation des Mittelpaläolithikums und verebnete Grabhügel vorgeschichtlicher Zeit     | D-6-6024-0186 |      |
| (Standort) | Bestattungsplatz mit Brandgräbern der Hallstattzeit sowie Körpergräbern                      | D-6-6024-0200 |      |
| (Standort) | Siedlung vor- und frühgeschichtlicher Zeitstellung.                                          | D-6-6024-0208 |      |
| (Standort) | Siedlung des Endneolithikums.                                                                | D-6-6024-0209 |      |
| (Standort) | Siedlung vermutlich des Jung- oder Endneolithikums.                                          | D-6-6024-0221 |      |
| (Standort) | Siedlung vermutlich des Jung- oder Endneolithikums.                                          | D-6-6024-0222 |      |
| (Standort) | Siedlung vor- und frühgeschichtlicher Zeitstellung.                                          | D-6-6024-0230 |      |
| (Standort) | Siedlung des Endneolithikums.                                                                | D-6-6024-0244 |      |
| (Standort) | Siedlung vorgeschichtlicher Zeitstellung.                                                    | D-6-6024-0246 |      |
| (Standort) | Siedlung der Urnenfelderzeit.                                                                | D-6-6024-0259 |      |
| (Standort) | Freilandstation des Mittelpaläolithikums, Bestattungsplatz mit Gräbern der Hallstattzeit     | D-6-6024-0274 |      |
| (Standort) | Siedlung vermutlich des Endneolithikums.                                                     | D-6-6024-0282 |      |
| (Standort) | Siedlung des Endneolithikums.                                                                | D-6-6024-0283 |      |
| (Standort) | Siedlung vor- und frühgeschichtlicher oder mittelalterlicher Zeitstellung.                   | D-6-6024-0285 |      |
| (Standort) | Siedlung vor- und frühgeschichtlicher oder mittelalterlicher Zeitstellung.                   | D-6-6024-0286 |      |
| (Standort) | Siedlung vor- und frühgeschichtlicher oder mittelalterlicher Zeitstellung.                   | D-6-6024-0287 |      |
| (Standort) | Befunde des Mittelalters und der frühen Neuzeit im Bereich der Kath. Pfarrkirche             | D-6-6024-0288 |      |
| (Standort) | Befunde des Mittelalters und der frühen Neuzeit im Bereich der Kath. Kapelle St. Johannes    | D-6-6024-0291 |      |
| (Standort) | Siedlung endneolithischer Zeitstellung.                                                      | D-6-6024-0304 |      |
| (Standort) | Siedlung der Urnenfelderzeit und der Hallstattzeit.                                          | D-6-6024-0370 |      |
| (Standort) | Siedlung der Urnenfelderzeit und der Hallstattzeit.                                          | D-6-6024-0371 |      |
| (Standort) | Bestattungsplatz mit Grabhügeln vorgeschichtlicher Zeitstellung.                             | D-6-6024-0373 |      |
| (Standort) | Bestattungsplatz mit Grabhügeln vorgeschichtlicher Zeitstellung.                             | D-6-6024-0374 |      |
| (Standort) | Bestattungsplatz mit Grabhügeln vorgeschichtlicher Zeitstellung.                             | D-6-6024-0375 |      |
| (Standort) | Bestattungsplatz mit Grabhügeln vorgeschichtlicher Zeitstellung.                             | D-6-6024-0376 |      |
| (Standort) | Bestattungsplatz mit Grabhügeln vorgeschichtlicher Zeitstellung.                             | D-6-6024-0377 |      |
| (Standort) | Bestattungsplatz mit Grabhügeln vorgeschichtlicher Zeitstellung.                             | D-6-6024-0378 |      |
| (Standort) | Siedlung der Linearbandkeramik.                                                              | D-6-6025-0048 |      |
| (Standort) | Siedlung der Linearbandkeramik.                                                              | D-6-6025-0059 |      |
| (Standort) | Bestattungsplatz mit Grabhügeln vorgeschichtlicher Zeitstellung.                             | D-6-6025-0131 |      |
| (Standort) | Bestattungsplatz mit Grabhügeln vorgeschichtlicher Zeitstellung.                             | D-6-6025-0132 |      |
| (Standort) | Bestattungsplatz mit Grabhügel vorgeschichtlicher Zeitstellung.                              | D-6-6025-0133 |      |
| (Standort) | Bestattungsplatz mit Grabhügel vorgeschichtlicher Zeitstellung.                              | D-6-6025-0140 |      |
| (Standort) | Bestattungsplatz mit Grabhügel vorgeschichtlicher Zeitstellung.                              | D-6-6025-0141 |      |
| (Standort) | Bestattungsplatz mit Grabhügel vorgeschichtlicher Zeitstellung.                              | D-6-6025-0142 |      |